# Tạp chí Quốc phòng toàn dân
Tạp chí Quốc phòng toàn dân trực thuộc Tổng cục Chính trị, Bộ Quốc phòng là cơ quan lý luận quân sự và chính trị của Quân ủy Trung ương và Bộ Quốc phòng 
- Tạp chí ra số đầu tiên vào tháng 4 năm 1948.

## Lịch sử hình thành
- Trước đòi hỏi khách quan của công tác tuyên truyền, nghiên cứu lý luận và tổng kết thực tiễn quân sự, đáp ứng yêu cầu của cuộc kháng chiến chống thực dân Pháp, tháng 4-1948, Quân sự Tập san, tiền thân của Tạp chí QPTD ngày nay, ra số đầu tiên. Chủ tịch Hồ Chí Minh đã có thư động viên, căn dặn gửi Quân sự Tập san. Thư của Người đã được trân trọng đăng trên Quân sự Tập san số đầu tiên.
- Trong 2 cuộc kháng chiến chống Pháp và chống Mỹ, Tạp chí QPTD đã tập trung tuyên truyền, quán triệt đường lối và phương pháp cách mạng, đường lối chiến tranh nhân dân; nghệ thuật chỉ đạo và tiến hành chiến tranh; tổng kết thực tiễn, phổ biến kinh nghiệm chiến đấu; tham gia nghiên cứu, phát triển lý luận quân sự…
- Trong thời kỳ hòa bình, Tạp chí QPTD đặt trọng tâm vào tuyên truyền các chủ trương, định hướng công tác lớn của Quân ủy Trung ương, Bộ Quốc phòng và các tổng cục; tổng kết kinh nghiệm trong xây dựng nền QPTD gắn với nền an ninh nhân dân và trong xây dựng lực lượng, thế trận QPTD kết hợp với lực lượng, thế trận an ninh nhân dân, xây dựng khu vực phòng thủ tỉnh, thành phố… Cùng với đó, Tạp chí QPTD luôn tích cực đấu tranh có hiệu quả trên mặt trận chính trị-tư tưởng, chống các quan điểm, tư tưởng sai trái; chống chiến lược “Diễn biến hòa bình” của các thế lực thù địch…

## Lãnh đạo hiện nay
- Tổng Biên tập: Thiếu tướng Tạ Quang Chuyên
- Phó Tổng Biên tập: Đại Tá, Ths. Nguyễn Mạnh Tuấn
- Phó Tổng Biên tập: Đại tá Hoàng Văn Trường
- Phó Tổng Biên tập: Đại tá, PGS,TS. Nhâm Cao Thành

## Tổ chức
- Ban Hành chính
- Phòng Thư ký tòa soạn
- Phòng Nghiên cứu biên tập chính trị
- Phòng Nghiên cứu biên tập Quân sự 1
- Phòng Nghiên cứu biên tập Quân sự 2
- Phòng Tạp chí Quốc phòng toàn dân điện tử
- Ban đại diện phía Nam

## Thành tích
- Sau 65 năm, với tên gọi đầu tiên là Quân sự Tập san, đến Quân chính Tập san, Tạp chí Quân đội nhân dân, và nay là Tạp chí QPTD, Tạp chí QPTD đã trưởng thành, lớn mạnh không ngừng. Từ Quân sự Tập san số đầu tiên với 48 trang, phát hành tới cán bộ cấp tiểu đoàn, phạm vi đề cập chủ yếu trong lĩnh vực quân sự, nay Tạp chí QPTD có dung lượng 104 trang (số đặc biệt 120 trang), phát hành 17.000 cuốn; đồng thời xuất bản cả Tạp chí QPTD điện tử.

## Lãnh đạo qua các thời kỳ
- Trung tướng Đặng Quân Thụy (Tổng Biên tập đầu tiên)
- Phạm Quang Cận, Trung tướng
- -2014, Nguyễn Ngọc Hồi, Trung tướng (2011)
- 2014-2018, Nguyễn Mạnh Hùng, Thiếu tướng
- 2018-2021, Đỗ Hồng Lâm, Thiếu tướng
- 2021-nay, Tạ Quang Chuyên, Thiếu tướng